# Nico Janse van Rensburg
Pour les articles homonymes, voir Janse, Janse van Rensburg et Rensburg.

a Compétitions nationales et continentales officielles uniquement.

b Matchs officiels uniquement.
Dernière mise à jour le 16 juin 2025.
Nico Janse van Rensburg (Nicolaas Jacobus Janse van Rensburg), né le 6 mai 1994 à Pretoria (Afrique du Sud), est un joueur interrnational sud-africain de rugby à XV jouant principalement au poste de deuxième ligne.
Il remporte le Championnat de France avec Montpellier en 2022.

## Biographie

### Carrière en club
Formé aux Blue Bulls, Nico Janse van Rensburg joue avec ce club en Currie Cup et il joue également en Super Rugby avec la franchise des Bulls. 
Il rejoint le Montpellier Hérault rugby en juin 2016. Le 20 août 2016, il est titulaire pour son premier match en Top 14 lors de la rencontre Stade toulousain - Montpellier HR. 
Il joue avec le MHR la finale du Top 14 en 2018, au Stade de France, perdue contre le Castres olympique (29-13).
Durant la saison 2021-2022, son club termine à la deuxième place de la phase régulière et se qualifie donc pour les phases finales. Lors de la demi-finale, il est remplaçant et entre en jeu à la place de Florian Verhaeghe. Le MHR et bat l'Union Bordeaux Bègles, se qualifiant ainsi pour la finale. Le 24 juin 2022, il est de nouveau remplaçant lors de la finale du Top 14 face au Castres olympique. Il remplace une nouvelle fois Verhaeghe et les siens s'imposent sur le score de 29 à 10,. Cette saison 2021-2022, il joue 19 matchs toutes compétitions confondues et marque deux essais.
Au cours de la saison 2023-2024, alors qu'il est en fin de contrat, il prolonge finalement son contrat de deux saisons supplémentaires.
En juin 2025, il est annoncé qu'il retournera au sein de l'équipe sud-africaine des Bulls à l'issue de la saison 2024-2025.

### Carrière internationale
Nico Janse van Rensburg joue avec l'équipe d'Afrique du Sud des moins de 20 ans dans le cadre du championnat du monde junior 2014.
En juin 2021, il est sélectionné pour la première fois avec les Springboks par le sélectionneur Jacques Nienaber pour préparer la tournée des Lions britanniques en Afrique du Sud. Il connaît sa première cape dans le cadre du Rugby Championship 2021, le 21 août 2021 contre l'Argentine à Port Elizabeth.
Dans un premier temps non convoqué pour le Rugby Championship 2024, il est finalement appelé par Rassie Erasmus après les deux premières journées, pour affronter la Nouvelle-Zélande,.

## Palmarès
- Montpellier HR
  - Finaliste du Championnat de France en 2018
  - Vainqueur du Challenge européen en 2021
  - Vainqueur du Championnat de France en 2022